# Mistrzostwa Europy w Szermierce 2024
Mistrzostwa Europy w Szermierce 2024 – 37. edycja zawodów tego cyklu, która odbyła się w dniach 18-23 czerwca 2024 roku w hali St. Jakobshalle w szwajcarskiej Bazylei.

## Klasyfikacja medalowa
| Lp. | Państwo         | złoto | srebro | brąz | Razem |
| --- | --------------- | ----- | ------ | ---- | ----- |
| 1   | Włochy          | 5     | 3      | 3    | 11    |
| 2   | Francja         | 4     | 1      | 3    | 8     |
| 3   | Węgry           | 1     | 4      | 2    | 7     |
| 4   | Hiszpania       | 1     | 0      | 3    | 4     |
| 5   | Estonia         | 1     | 0      | 0    | 1     |
| 6   | Ukraina         | 0     | 2      | 0    | 2     |
| 7   | Polska          | 0     | 1      | 2    | 3     |
| 8   | Rumunia         | 0     | 1      | 0    | 1     |
| 9   | Szwajcaria      | 0     | 0      | 2    | 2     |
| 10  | Czechy          | 0     | 0      | 1    | 1     |
| 10  | Wielka Brytania | 0     | 0      | 1    | 1     |
| 10  | Turcja          | 0     | 0      | 1    | 1     |

## Medaliści

### Mężczyźni
| Złoto           | Srebro          | Brąz                  |
| Floret          |                 |                       |
| Tommaso Marini  | Alessio Foconi  | Alexander Choupenitch |
| Tommaso Marini  | Alessio Foconi  | Maxime Pauty          |
| Szpada          |                 |                       |
| Luidgi Midelton | Gergely Siklosi | Ian Hauri             |
| Luidgi Midelton | Gergely Siklosi | Tibor Andrasfi        |
| Szabla          |                 |                       |
| Michele Gallo   | Luca Curatoli   | Jean-Philippe Patrice |
| Michele Gallo   | Luca Curatoli   | Luigi Samele          |

### Mężczyźni drużynowo
| Złoto                                                                          | Srebro                                                                             | Brąz                                                                           |
| Floret                                                                         |                                                                                    |                                                                                |
| Francja · Maximilien Chastanet · Enzo Lefort · Julien Mertine · Maxime Pauty   | Węgry · Dániel Dósa · Andor Mihályi · Gergő Szemes · Gergely Tóth                  | Włochy · Guillaume Bianchi · Alessio Foconi · Filippo Macchi · Tommaso Marini  |
| Szpada                                                                         |                                                                                    |                                                                                |
| Francja · Paul Allègre · Alexandre Bardenet · Romain Cannone · Luidgi Midelton | Włochy · Gabriele Cimini · Davide Di Veroli · Andrea Santarelli · Federico Vismara | Hiszpania · Eugeni Gavaldà · Gerard Gonell · Yulen Pereira · Juan Pedro Romero |
| Szabla                                                                         |                                                                                    |                                                                                |
| Węgry · Tamás Decsi · Csanád Gémesi · Krisztián Rabb · Áron Szilágyi           | Rumunia · Matei Cîdu · Vlad Covaliu · Radu Niţu · Răzvan Ursachi                   | Turcja · Muhammed Furkan Kalender · Furkan Yaman · Enver Yıldırım              |

### Kobiety
| Złoto          | Srebro              | Brąz                    |
| Floret         |                     |                         |
| Arianna Errigo | Dariia Myroniuk     | Julia Walczyk-Klimaszyk |
| Arianna Errigo | Dariia Myroniuk     | Carolina Stutchbury     |
| Szpada         |                     |                         |
| Irina Embrich  | Aurine Mallo-Breton | Alberta Santuccio       |
| Irina Embrich  | Aurine Mallo-Breton | Angeline Favre          |
| Szabla         |                     |                         |
| Celia Perez    | Liza Pusztai        | Araceli Navarro         |
| Celia Perez    | Liza Pusztai        | Zuzanna Cieślar         |

### Kobiety drużynowo
| Złoto                                                                         | Srebro                                                                                      | Brąz                                                                                                  |
| Floret                                                                        |                                                                                             | |
| Włochy · Arianna Errigo · Martina Favaretto · Francesca Palumbo · Alice Volpi | Polska · Martyna Jelińska · Hanna Łyczbińska · Martyna Synoradzka · Julia Walczyk-Klimaszyk | Węgry · Kata Kondricz · Dóra Lupkovics · Aida Mohamed · Flóra Pásztor                                 |
| Szpada                                                                        |                                                                                             | |
| Włochy · Rossella Fiamingo · Mara Navarria · Giulia Rizzi · Alberta Santuccio | Węgry · Kinga Dékány · Tamara Gnám · Eszter Muhari · Blanka Nagy                            | Francja · Marie-Florence Candassamy · Alexandra Louis-Marie · Auriane Mallo-Breton · Coraline Vitalis |
| Szabla                                                                        |                                                                                             | |
| Francja · Cécilia Berder · Manon Brunet · Sarah Noutcha · Caroline Queroli    | Ukraina · Yuliya Bakastova · Olga Kharlan · Alina Komashchuk · Olena Kravatska              | Hiszpania · Elena Hernández · Lucía Martín-Portugués · Araceli Navarro · Celia Pérez                  |